# كين بلاكبيرن
كين بلاكبيرن (بالإنجليزية: Ken Blackburn)‏ هو مهندس فضاء جوي ومهندس أمريكي، ولد في 24 مارس 1963.